# Masi dello Scudo

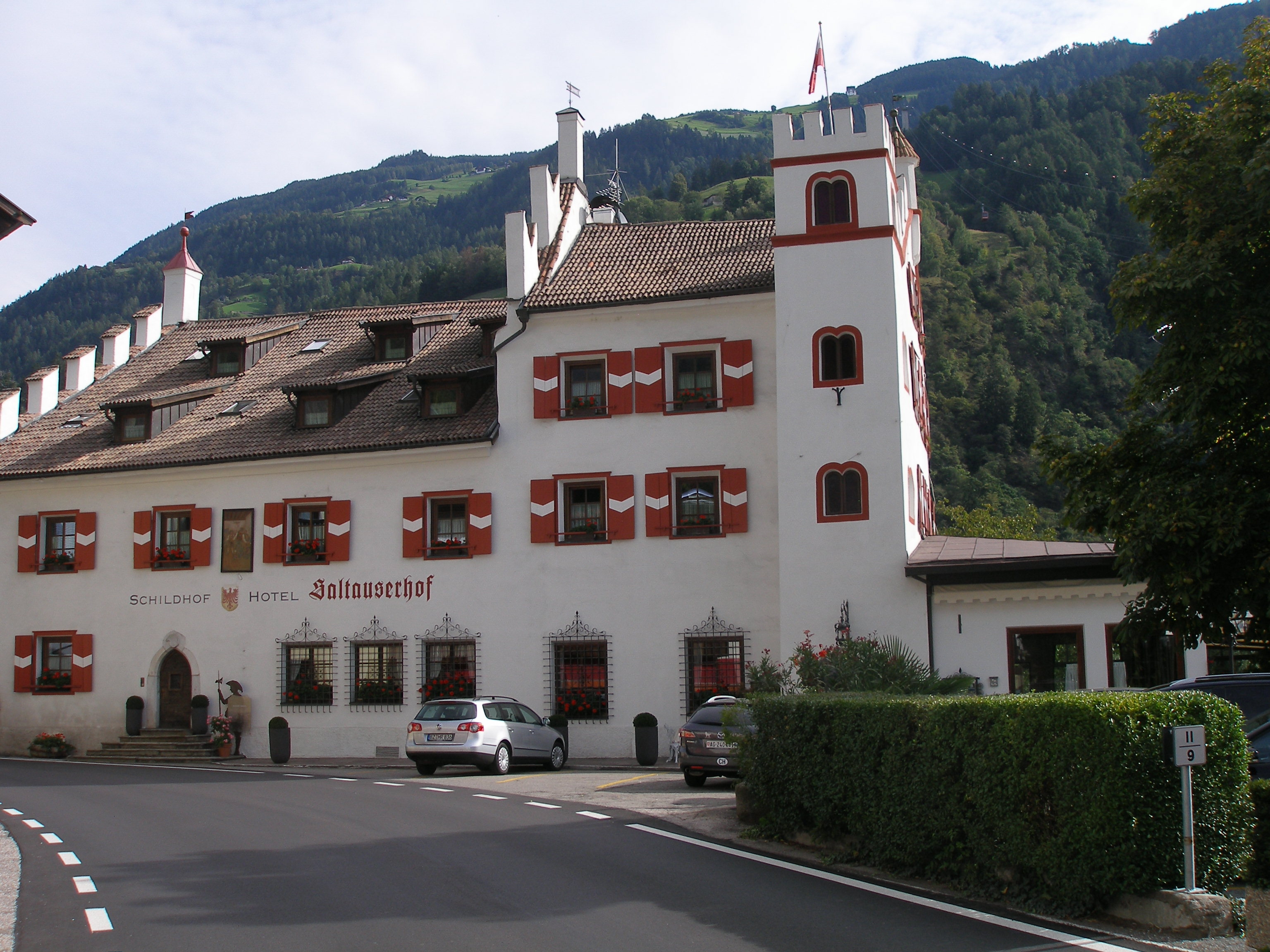
Maso dello scudo Saltusio (Saltaus)

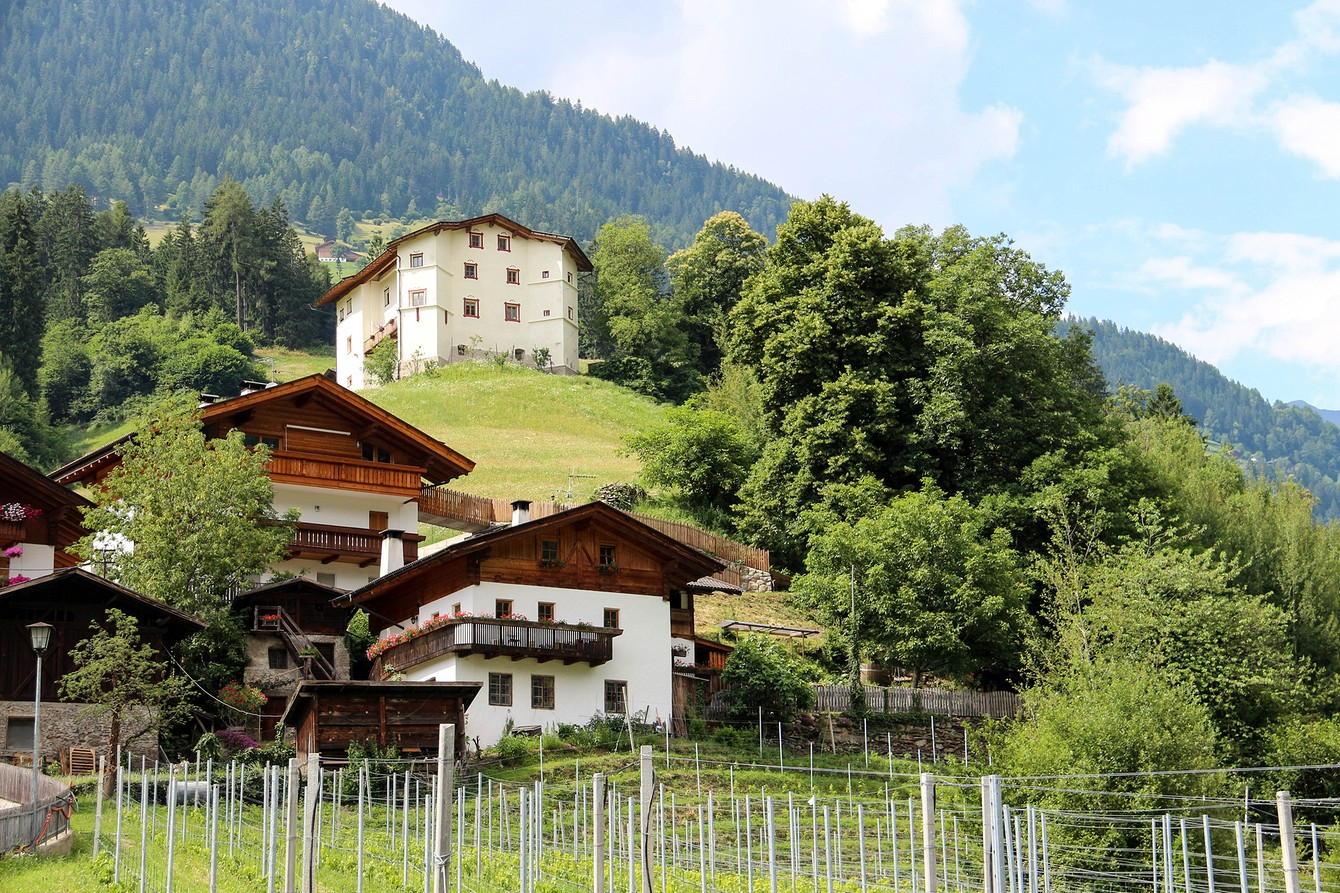
Maso dello scudo Steinhaus

I Masi dello Scudo (in ted. Schildhöfe) sono una serie di residenze della bassa nobiltà tirolese che si trovano in Val Passiria.

## Storia
Nel 1317 Enrico, conte del Tirolo, concesse ad alcuni ministeriali determinati privilegi in cambio della fornitura di armi e uomini in caso di ostilità. Tra i privilegi concessi vi era l'elevazione al rango di cavaliere, l'esenzione dalle tasse e la possibilità di portare armi senza alcuna restrizione. I ministeriali che godettero di questi privilegi vennero chiamati Signori dello Scudo (Schildherren).
Nel 1396 il duca Leopoldo IV d'Asburgo concesse ulteriori privilegi tra cui l'essere sottoposti ai tribunali dei nobili e non più a quelli comuni e il diritto esclusivo di caccia e pesca all'interno dei loro possedimenti. Nel XV secolo il titolo di Signore dello Scudo e i relativi privilegi furono legati al maso e non più alla famiglia. Nel 1524 ottennero una rappresentanza all'interno della Dieta del Tirolo.
Nel catasto del 1694 erano elencati undici Masi dello Scudo.

## Elenco dei Masi dello Scudo
I Masi dello Scudo giunti fino a noi, si trovano nei comuni di San Martino in Passiria e San Leonardo in Passiria. Alcuni di essi mostrano ancora un'architettura diversa rispetto agli altri masi della zona, con la presenza di torri e mura.
Masi dello Scudo a San Martino in Passiria:
- Saltusio (Saltaus) (1230)
- Haupold (1317)
- Weingarten-Granstein (1284)
- Kalmbauer (1288)
- Pseirer (1288) con torri e resti di mura
- Baumkirch con affreschi del XV secolo
- Ober-Gereut (1288), documentato nel 1420 col proprietario Niklas Gerauter von Geraut[1]
- Steinhaus (1285) con Erker e portali del XV secolo

Masi dello Scudo a San Leonardo in Passiria (risalenti tutti al XIV secolo):
- Ebion
- Buchenegg
- Happerg
- Gomion

Il maso Gomion fu la residenza di Alberto von Gomion, figlio naturale di Mainardo II di Tirolo-Gorizia, conte del Tirolo, e presenta ancora elementi medioevali.